# Конаковский муниципальный округ
Конако́вский муниципальный округ — административно-территориальная единица и одноимённое муниципальное образование (муниципальный округ) на юге Тверской области России.
Административный центр — город Конаково.

## География
Расположен на юго-востоке Тверской области. Граничит на западе и севере с Калининским, на северо-востоке с Кимрским округами Тверской области, на юге и востоке — с Московской областью (городскими округами Клин, Дмитров и Талдом, Дубна).
Площадь округа — 2115 км².

### Климатические условия
Округ расположен в умеренном климатическом поясе. Средняя годовая температура примерно 5,1 °C. Господствующие ветры юго-западного направления. Общее количество осадков, выпадающих за год — около 600 миллиметров. Наибольшее количество их приходится на летний период. Средняя продолжительность периода со средним снеговым покровом равна 160 дням. Средняя мощность снегового покрова 40—50 см, максимальная — 74, минимальная — 13.
Большое количество атмосферных осадков и равнинный характер рельефа определяют обилие грунтовых и поверхностных вод. На территории района протекает много рек и ручьёв. Основные реки — Волга, которая и перетекает район. Берега её преимущественно низменные, высокие и обрывистые только в том районе, где она пересекает Калининскую моренную гряду — у деревни Лисицы и села Городня. Волга от Городни является акваторией Иваньковского водохранилища.
Ресурсы
К полезным ископаемым относятся пески, глины, торф, имеющий наибольшее значение. Большие залежи его находятся в окрестностях Редкино, Озерков, Решетникова. Торф используется как удобрение, топливо и как подстилочный материал в животноводстве.
Водные ресурсы
Иваньковское водохранилище возникло в связи со строительством канала имени Москвы, оно образовалось в результате подпора волжских вод Иваньковской плотиной.
Справа у села Городня в водохранилище впадает река Шоша, берущая начало за пределами района. Берега её низкие и плоские, река имеет обширную пойму, большая часть которой затоплена. У деревни Павельцево в Шошу впадает довольно крупная река Лама, берущая начало в Московской области, и протекающая по юго-западной границе района; в нижнем течении она принимает приток Инюху.
В Конакове в Волгу впадают реки Донховка и Сучок, а слева, у селения Устье — река Созь, вытекающая из озера Великое.
По юго-восточной границе района протекает река Сестра, приток Дубны. Сооружение водохранилища сделало судоходными нижние течения Шоши (до Тургинова) и Сози. Течение рек вследствие низинного рельефа медленное. Скорость течения Волги равна 2,5 м/мин. Весной уровень воды резко повышается и во время весеннего паводка на Волге доходит до 2 метров. Замерзают реки обычно в середине ноября.
Животный мир
Животный мир округа разнообразен. За годы советской власти были разведены ценные промысловые животные: лоси, кабаны, косули, пятнистые олени, маралы, енотовидные собаки. На Шошинском плёсе делают остановку перелётные птицы. В Иваньковском водохранилище водится более двух десятков видов рыб, в том числе лещ, плотва, щука, окунь, ёрш, карась, язь, линь, голавль, жерех, судак. Побережье его — популярный район отдыха и туризма.

## История
До революции 1917 года на территории округа находились город Корчева и волости: Николо-Созинская, Рождественская, Кудрявцевская, Селиховская, Даниловская, Фёдоровская Корчевского уезда, Городенская и Логиновская Тверского уезда Тверской губернии, Завидовская, Васильевская и Новинская Клинского уезда Московской губернии.
12 июля 1929 года был образован Кузнецовский район в составе Кимрского округа Московской области. В его состав вошли Дмитрово-Горская, части Корчевской и Стоянцевской волостей Кимрского уезда Тверской губернии, а также часть Свердловской волости Клинского уезда Московской губернии.
Первоначально в состав района входили город Корчева, рабочий посёлок Кузнецово и сельсоветы: Александровский, Архангельский, Бабинский, Бортниковский, Высоковский, Высоко-Дуловский, Глинниковский, Даниловский, Дмитрово-Горский, Ерофеевский, Захарьинский, Кудрявцевский, Кузьминский, Лучкинский, Марьинский, Мошковичевский, Мыслятинский, Никольский, Новоильинский, Окуловский, Первомайский, Полтаво-Яковлевский, Притыкинский, Ременницевский, Рождественский, Ручьёвский, Сажинский, Самозеровский, Санниковский, Селиховский, Скрылевский, Тарлаковский, Телешовский, Токаревский, Трунинский, Устьинский, Уходовский, Федоровский, Филимоновский, Чернышевский, Юреневский, Юрьево-Девичский и Ямковский.
26 февраля 1930 года рабочий посёлок Кузнецово переименован в рабочий посёлок Конаков, а Кузнецовский район Кимрского округа Московской области переименован в Конаковский район (Постановление ЦИК Союза ССР) (Собрание законов и распоряжений Рабоче-крестьянского Правительства СССР. I отдел. № 16 от 23 марта 1930 г. — ст. 175).
9 сентября 1932 года был упразднён Александровский сельсовет.
29 января 1935 года Конаковский район вошёл в Калининскую область. Впоследствии к нему были присоединены часть Оршинского (22 октября 1959 года) и Завидовского (14 ноября 1960 года) районов. В 1963—1965 годах Конаковский район был частью Калининского, затем был восстановлен.
4 мая 2023 года Конаковский район был реорганизован в муниципальный округ. Все входящие в его состав муниципальные образования были упразднены.

## Население
| 1939    | 1959    | 1970    | 1979    | 1989    | 2002    | 2006    | 2009    | 2010    |
| ------- | ------- | ------- | ------- | ------- | ------- | ------- | ------- | ------- |
| 26 678  | ↗28 340 | ↗52 148 | ↗54 179 | ↗55 101 | ↘49 692 | ↘47 500 | ↗85 394 | ↗87 125 |
| 2011    | 2012    | 2013    | 2014    | 2015    | 2016    | 2017    | 2018    | 2019    |
| ↘86 841 | ↗86 944 | ↘86 571 | ↘86 276 | ↘84 829 | ↘83 480 | ↘82 670 | ↘81 147 | ↘79 391 |
| 2020    | 2021    |         |         |         |         |         |         |         |
| ↘77 227 | ↘71 623 |         |         |         |         |         |         |         |

### Урбанизация
Городское население (город Конаково и посёлки городского типа Изоплит, Козлово, Новозавидовский, Радченко, Редкино) составляет 75,82 % от всего населения округа.

### Национальный состав
По итогам переписи населения 2020 года проживали следующие национальности (национальности менее 0,1 % и другое, см. в сноске к строке «Другие»):
| Национальность | Численность, чел. | Доля     |
| -------------- | ----------------- | -------- |
| Русские        | 61 464            | 85,82 %  |
| Таджики        | 524               | 0,73 %   |
| Армяне         | 515               | 0,72 %   |
| Украинцы       | 457               | 0,64 %   |
| Татары         | 217               | 0,30 %   |
| Узбеки         | 162               | 0,23 %   |
| Азербайджанцы  | 150               | 0,21 %   |
| Белорусы       | 134               | 0,19 %   |
| Цыгане         | 131               | 0,18 %   |
| Мордва         | 100               | 0,14 %   |
| Молдаване      | 99                | 0,14 %   |
| Немцы          | 75                | 0,10 %   |
| Чуваши         | 74                | 0,10 %   |
| Другие         | 7521              | 10,50 %  |
| Итого          | 71 623            | 100,00 % |

## Административно-муниципальное устройство до 2023 года
В Конаковский район, с точки зрения административно-территориального устройства области, входили 16 поселений.
Муниципальный район до 2023 года, в рамках организации местного самоуправления, делился на 16 муниципальных образований, в том числе 6 городских и 10 сельских поселений:
| №        | Муниципальное образование | Административный центр | Количество населённых пунктов | Население (чел.) | Площадь (км²) |
| -------- | ------------------------- | ---------------------- | ----------------------------- | ---------------- | ------------- |
| 1e-06    | Городские поселения:      |                        |                               |                  |               |
| 1        | город Конаково            | город Конаково         | 7                             | ↘34 208          | 81,50         |
| 2        | посёлок Изоплит           | пгт Изоплит            | 2                             | ↘3328            | 7,50          |
| 3        | посёлок Козлово           | пгт Козлово            | 1                             | ↘3022            | 4,00          |
| 4        | посёлок Новозавидовский   | пгт Новозавидовский    | 5                             | ↘6001            | 10,98         |
| 5        | посёлок Радченко          | пгт Радченко           | 3                             | ↘1321            | 12,00         |
| 6        | посёлок Редкино           | пгт Редкино            | 1                             | ↘9634            | 10,81         |
| 6.000002 | Сельские поселения:       |                        |                               |                  |               |
| 7        | Вахонинское               | деревня Вахонино       | 19                            | ↗1568            | 132,53        |
| 8        | Городенское               | село Городня           | 21                            | ↘2291            | 277,00        |
| 9        | Дмитровогорское           | село Дмитрова Гора     | 23                            | ↘1486            | 232,81        |
| 10       | Завидово                  | деревня Мокшино        | 14                            | ↗3588            | 134,98        |
| 11       | Козловское                | пгт Козлово            | 18                            | ↗271             | 8,21          |
| 12       | Первомайское              | посёлок 1-е Мая        | 21                            | ↗997             | 110,00        |
| 13       | Ручьёвское                | деревня Ручьи          | 19                            | ↗977             | 98,91         |
| 14       | Селиховское               | село Селихово          | 9                             | ↘1232            | 187,70        |
| 15       | Старомелковское           | деревня Старое Мелково | 3                             | ↘927             | 51,92         |
| 16       | Юрьево-Девичьевское       | село Юрьево-Девичье    | 21                            | ↗772             | 99,43         |

В 2011 году два сельских поселения (Завидовское и Мокшинское) были объединены в новое сельское поселение Завидово.
В 2023 году поселения были упразднены.

## Населённые пункты
В Конаковском округе 187 населённых пунктов, в том числе 6 городских (из которых один город и пять посёлков городского типа) и 181 сельский.
| №   | Населённый пункт            | Тип              | Население | Муниципальное образование              |
| --- | --------------------------- | ---------------- | --------- | -------------------------------------- |
| 1   | 1-е Мая                     | посёлок          | ↘540      | Первомайское сельское поселение        |
| 2   | Алексино                    | деревня          | 1         | Городенское сельское поселение         |
| 3   | Андреевское                 | деревня          | 0         | Городенское сельское поселение         |
| 4   | Андрейцево                  | деревня          | 1         | Юрьево-Девичьевское сельское поселение |
| 5   | Артемово                    | деревня          | 79        | Городенское сельское поселение         |
| 6   | Архангельское               | деревня          | ↘22       | Дмитровогорское сельское поселение     |
| 7   | Архангельское               | деревня          | 10        | сельское поселение Завидово            |
| 8   | Бабня                       | деревня          | 0         | Юрьево-Девичьевское сельское поселение |
| 9   | Баранниково                 | деревня          | 0         | Ручьёвское сельское поселение          |
| 10  | Безбородово                 | деревня          | 136       | сельское поселение Завидово            |
| 11  | Белавино                    | деревня          | 90        | город Конаково                         |
| 12  | Бережки                     | деревня          | ↘0        | Козловское сельское поселение          |
| 13  | Ближнее Хорошово            | деревня          | 1         | Первомайское сельское поселение        |
| 14  | Большая                     | деревня          | 0         | Ручьёвское сельское поселение          |
| 15  | Борцино                     | деревня          | 67        | Городенское сельское поселение         |
| 16  | Ботеново                    | деревня          | 1         | Ручьёвское сельское поселение          |
| 17  | Бушмино                     | деревня          | ↘0        | Козловское сельское поселение          |
| 18  | Быстрово                    | деревня          | 1         | Ручьёвское сельское поселение          |
| 19  | Вараксино                   | деревня          | 23        | сельское поселение Завидово            |
| 20  | Вахонино                    | деревня          | 572       | Вахонинское сельское поселение         |
| 21  | Вахромеево                  | деревня          | 123       | город Конаково                         |
| 22  | Верханово                   | деревня          | 67        | Дмитровогорское сельское поселение     |
| 23  | Весна                       | деревня          | 1         | Вахонинское сельское поселение         |
| 24  | Воронуха                    | деревня          | 8         | Дмитровогорское сельское поселение     |
| 25  | Второе Моховое              | посёлок          | 386       | Вахонинское сельское поселение         |
| 26  | Высоково                    | деревня          | 39        | Ручьёвское сельское поселение          |
| 27  | Высоково                    | деревня          | 5         | сельское поселение Завидово            |
| 28  | Высоково                    | деревня          | 1         | Юрьево-Девичьевское сельское поселение |
| 29  | Гаврилково                  | деревня          | ↘138      | Козловское сельское поселение          |
| 30  | Глинники                    | деревня          | 9         | Юрьево-Девичьевское сельское поселение |
| 31  | Говорово                    | деревня          | 7         | Первомайское сельское поселение        |
| 32  | Головино                    | деревня          | 1         | Первомайское сельское поселение        |
| 33  | Горбасьево                  | деревня          | 0         | Вахонинское сельское поселение         |
| 34  | Горки                       | деревня          | 33        | Городенское сельское поселение         |
| 35  | Городище                    | деревня          | 19        | Вахонинское сельское поселение         |
| 36  | Городище                    | деревня          | 1         | Первомайское сельское поселение        |
| 37  | Городня                     | село             | ↘1387     | Городенское сельское поселение         |
| 38  | Гришино                     | деревня          | 0         | Ручьёвское сельское поселение          |
| 39  | Гришкино                    | деревня          | ↘0        | Козловское сельское поселение          |
| 40  | Дальнее Хорошово            | деревня          | 6         | Первомайское сельское поселение        |
| 41  | Данилово                    | деревня          | →21       | Ручьёвское сельское поселение          |
| 42  | Демидово                    | деревня          | 26        | сельское поселение Завидово            |
| 43  | Дмитрова Гора               | село             | ↗1101     | Дмитровогорское сельское поселение     |
| 44  | Дмитровка                   | деревня          | 0         | Первомайское сельское поселение        |
| 45  | Дмитрово                    | деревня          | ↘6        | Козловское сельское поселение          |
| 46  | Дмитрово                    | деревня          | 1         | Городенское сельское поселение         |
| 47  | Долгая Пожня                | деревня          | ↘1        | Козловское сельское поселение          |
| 48  | Долинки                     | деревня          | 6         | Вахонинское сельское поселение         |
| 49  | Дорино                      | деревня          | ↘31       | Козловское сельское поселение          |
| 50  | Дубровки                    | деревня          | 39        | Селиховское сельское поселение         |
| 51  | Дулово                      | село             | ↗18       | Ручьёвское сельское поселение          |
| 52  | Едимоново                   | деревня          | ↘6        | Юрьево-Девичьевское сельское поселение |
| 53  | Едимоновские Горки          | деревня          | 8         | Юрьево-Девичьевское сельское поселение |
| 54  | Елдино                      | деревня          | 19        | сельское поселение Завидово            |
| 55  | Заборовье                   | деревня          | 1         | Юрьево-Девичьевское сельское поселение |
| 56  | Завидово                    | село             | 1395      | сельское поселение Завидово            |
| 57  | Загорье                     | деревня          | 0         | Юрьево-Девичьевское сельское поселение |
| 58  | Заозерье                    | деревня          | ↘0        | Козловское сельское поселение          |
| 59  | Заполок                     | деревня          | 233       | Городенское сельское поселение         |
| 60  | Заречье                     | деревня          | 69        | Селиховское сельское поселение         |
| 61  | Захарово                    | деревня          | 1         | Ручьёвское сельское поселение          |
| 62  | Зеленцино                   | деревня          | ↘1        | Козловское сельское поселение          |
| 63  | Ивановское                  | деревня          | ↘0        | Козловское сельское поселение          |
| 64  | Игуменка                    | деревня          | ↗19       | Городенское сельское поселение         |
| 65  | Изоплит                     | пгт              | ↘1197     | посёлок Изоплит                        |
| 66  | Искрино                     | деревня          | 52        | Вахонинское сельское поселение         |
| 67  | Кабаново                    | деревня          | 17        | сельское поселение Завидово            |
| 68  | Карачарово                  | деревня          | 323       | город Конаково                         |
| 69  | Карла Маркса                | деревня          | 67        | Вахонинское сельское поселение         |
| 70  | Карповское                  | деревня          | 31        | Первомайское сельское поселение        |
| 71  | Клещево                     | деревня          | ↘12       | Козловское сельское поселение          |
| 72  | Клыпино                     | деревня          | 5         | Первомайское сельское поселение        |
| 73  | Козлово                     | деревня          | 10        | Городенское сельское поселение         |
| 74  | Козлово                     | пгт              | ↘3022     | посёлок Козлово                        |
| 75  | Койдиново                   | деревня          | ↘8        | Козловское сельское поселение          |
| 76  | Колодкино                   | деревня          | 1         | Дмитровогорское сельское поселение     |
| 77  | Конаково                    | город            | ↘33 560   | город Конаково                         |
| 78  | Концово                     | деревня          | 10        | сельское поселение Завидово            |
| 79  | Коровино                    | деревня          | 8         | Дмитровогорское сельское поселение     |
| 80  | Коровино                    | деревня          | 13        | Юрьево-Девичьевское сельское поселение |
| 81  | Коромыслово                 | деревня          | 16        | Городенское сельское поселение         |
| 82  | Кочедыково                  | деревня          | 8         | сельское поселение Завидово            |
| 83  | Кошелево                    | деревня          | ↘377      | Городенское сельское поселение         |
| 84  | Красинское                  | деревня          | 1         | Ручьёвское сельское поселение          |
| 85  | Крутец                      | деревня          | ↗108      | Ручьёвское сельское поселение          |
| 86  | Кувалдино                   | деревня          | 5         | Дмитровогорское сельское поселение     |
| 87  | Кудрявцево                  | деревня          | ↘6        | Юрьево-Девичьевское сельское поселение |
| 88  | Кузьминское                 | деревня          | 15        | Юрьево-Девичьевское сельское поселение |
| 89  | Курьяново                   | деревня          | ↘15       | Козловское сельское поселение          |
| 90  | Лазурная                    | деревня          | 120       | посёлок Новозавидовский                |
| 91  | Лукино                      | деревня          | 35        | Городенское сельское поселение         |
| 92  | Малое Новоселье             | деревня          | 9         | Дмитровогорское сельское поселение     |
| 93  | Марьино                     | деревня          | ↘51       | Селиховское сельское поселение         |
| 94  | Медведево                   | деревня          | 1         | Юрьево-Девичьевское сельское поселение |
| 95  | Межево                      | деревня          | 32        | Городенское сельское поселение         |
| 96  | Меженино                    | деревня          | 32        | Городенское сельское поселение         |
| 97  | Мерилово                    | деревня          | 7         | Первомайское сельское поселение        |
| 98  | Мирный                      | посёлок          | 24        | посёлок Новозавидовский                |
| 99  | Михалиха                    | деревня          | 5         | Первомайское сельское поселение        |
| 100 | Мишино                      | деревня          | 1         | Дмитровогорское сельское поселение     |
| 101 | Мокшино                     | деревня          | ↘2166     | сельское поселение Завидово            |
| 102 | Мыслятино                   | деревня          | 45        | Первомайское сельское поселение        |
| 103 | Нижние Выселки              | деревня          | 6         | Дмитровогорское сельское поселение     |
| 104 | Никольское                  | деревня          | 55        | Дмитровогорское сельское поселение     |
| 105 | Никольское                  | деревня          | ↘135      | Первомайское сельское поселение        |
| 106 | Новенькое                   | деревня          | 10        | Городенское сельское поселение         |
| 107 | Новенькое                   | деревня          | 40        | Юрьево-Девичьевское сельское поселение |
| 108 | Новое Домкино               | деревня          | 10        | Дмитровогорское сельское поселение     |
| 109 | Новое Завражье              | деревня          | 8         | Дмитровогорское сельское поселение     |
| 110 | Новозавидовский             | пгт              | ↘5723     | посёлок Новозавидовский                |
| 111 | Новомелково                 | посёлок          | 208       | посёлок Радченко                       |
| 112 | Новошино                    | деревня          | 75        | Вахонинское сельское поселение         |
| 113 | Обухово                     | деревня          | 1         | Дмитровогорское сельское поселение     |
| 114 | Огурцово                    | деревня          | 0         | Старомелковское сельское поселение     |
| 115 | Озерки                      | посёлок          | ↗2131     | посёлок Изоплит                        |
| 116 | Окулово                     | деревня          | 14        | Первомайское сельское поселение        |
| 117 | Орешково                    | деревня          | 10        | Юрьево-Девичьевское сельское поселение |
| 118 | Осиновка                    | деревня          | 14        | Юрьево-Девичьевское сельское поселение |
| 119 | Осипово                     | деревня          | 28        | Первомайское сельское поселение        |
| 120 | Отроковичи                  | деревня          | ↘49       | Городенское сельское поселение         |
| 121 | Павельцево                  | деревня          | ↘16       | Козловское сельское поселение          |
| 122 | Павлюково                   | деревня          | 46        | сельское поселение Завидово            |
| 123 | Паника                      | деревня          | 27        | Вахонинское сельское поселение         |
| 124 | Пансионат Отдыха «Игуменка» | населённый пункт | 141       | Городенское сельское поселение         |
| 125 | Пенье                       | деревня          | 16        | Дмитровогорское сельское поселение     |
| 126 | Первомайск                  | деревня          | →18       | Вахонинское сельское поселение         |
| 127 | Перетрусово                 | деревня          | 0         | Первомайское сельское поселение        |
| 128 | Плоски                      | деревня          | 51        | Вахонинское сельское поселение         |
| 129 | Полушкино                   | деревня          | 6         | Вахонинское сельское поселение         |
| 130 | Поповское                   | деревня          | ↘363      | Первомайское сельское поселение        |
| 131 | Поречье                     | деревня          | 7         | Селиховское сельское поселение         |
| 132 | Радченко                    | пгт              | ↘1172     | посёлок Радченко                       |
| 133 | Редкино                     | пгт              | ↘9634     | посёлок Редкино                        |
| 134 | Ременницы                   | деревня          | 21        | Юрьево-Девичьевское сельское поселение |
| 135 | Речицы                      | деревня          | 16        | город Конаково                         |
| 136 | Ручьи                       | деревня          | ↗669      | Ручьёвское сельское поселение          |
| 137 | Рябиково                    | деревня          | 1         | Ручьёвское сельское поселение          |
| 138 | Рябинки                     | деревня          | 5         | Вахонинское сельское поселение         |
| 139 | Сажино                      | деревня          | ↗205      | Селиховское сельское поселение         |
| 140 | Свердлово                   | село             | 96        | Вахонинское сельское поселение         |
| 141 | Селиверстово                | деревня          | 88        | посёлок Новозавидовский                |
| 142 | Селихово                    | село             | ↘1373     | Селиховское сельское поселение         |
| 143 | Сенинское                   | деревня          | 25        | Дмитровогорское сельское поселение     |
| 144 | Сентюрино                   | деревня          | 5         | Городенское сельское поселение         |
| 145 | Сергеевка                   | деревня          | 1         | Юрьево-Девичьевское сельское поселение |
| 146 | Синцово                     | деревня          | ↘40       | Козловское сельское поселение          |
| 147 | Слобода                     | деревня          | 26        | Старомелковское сельское поселение     |
| 148 | Слободка                    | деревня          | 12        | Ручьёвское сельское поселение          |
| 149 | Сорокопенино                | деревня          | 61        | Селиховское сельское поселение         |
| 150 | Спиридово                   | деревня          | 1         | Дмитровогорское сельское поселение     |
| 151 | Стариково                   | деревня          | 26        | Городенское сельское поселение         |
| 152 | Старое Домкино              | деревня          | 29        | Дмитровогорское сельское поселение     |
| 153 | Старое Завражье             | деревня          | 1         | Дмитровогорское сельское поселение     |
| 154 | Старое Мелково              | деревня          | ↘1176     | Старомелковское сельское поселение     |
| 155 | Сурсово                     | деревня          | 1         | Юрьево-Девичьевское сельское поселение |
| 156 | Сынково                     | деревня          | 33        | Ручьёвское сельское поселение          |
| 157 | Тарлаково                   | деревня          | ↘56       | Ручьёвское сельское поселение          |
| 158 | Текстильщик                 | посёлок          | ↘35       | Козловское сельское поселение          |
| 159 | Терехово                    | деревня          | 9         | Вахонинское сельское поселение         |
| 160 | Тешилово                    | деревня          | 58        | посёлок Новозавидовский                |
| 161 | Трубицино                   | деревня          | 8         | Ручьёвское сельское поселение          |
| 162 | Трунино                     | деревня          | 5         | Ручьёвское сельское поселение          |
| 163 | Трясцино                    | деревня          | 1         | Юрьево-Девичьевское сельское поселение |
| 164 | Турбаза «Верхневолжская»    | населённый пункт | 112       | посёлок Радченко                       |
| 165 | Турыгино                    | деревня          | 39        | Городенское сельское поселение         |
| 166 | Узкол                       | деревня          | →7        | Козловское сельское поселение          |
| 167 | Уразово                     | деревня          | 8         | Ручьёвское сельское поселение          |
| 168 | Устье                       | деревня          | ↗18       | Первомайское сельское поселение        |
| 169 | Федоровское                 | деревня          | ↘58       | Дмитровогорское сельское поселение     |
| 170 | Филимоново                  | деревня          | 32        | Селиховское сельское поселение         |
| 171 | Фролово                     | деревня          | ↗17       | Дмитровогорское сельское поселение     |
| 172 | Харитоново                  | деревня          | ↘25       | Первомайское сельское поселение        |
| 173 | Харлово                     | деревня          | 1         | Первомайское сельское поселение        |
| 174 | Цыбино                      | деревня          | 0         | Первомайское сельское поселение        |
| 175 | Чублово                     | деревня          | 18        | Селиховское сельское поселение         |
| 176 | Шетаково                    | деревня          | 11        | сельское поселение Завидово            |
| 177 | Шорново                     | деревня          | 108       | сельское поселение Завидово            |
| 178 | Шоша                        | деревня          | 53        | Вахонинское сельское поселение         |
| 179 | Шуклово                     | деревня          | 18        | Вахонинское сельское поселение         |
| 180 | Шумново                     | деревня          | 27        | город Конаково                         |
| 181 | Щелково                     | деревня          | 12        | Вахонинское сельское поселение         |
| 182 | Энергетик                   | посёлок          | 224       | город Конаково                         |
| 183 | Юренево                     | деревня          | 49        | Дмитровогорское сельское поселение     |
| 184 | Юрьево                      | деревня          | ↘1        | Козловское сельское поселение          |
| 185 | Юрьево                      | деревня          | 21        | Дмитровогорское сельское поселение     |
| 186 | Юрьево-Девичье              | село             | ↘528      | Юрьево-Девичьевское сельское поселение |
| 187 | Юрятино                     | деревня          | 36        | Юрьево-Девичьевское сельское поселение |

## Экономика
Экономический барометр 2008 год.
Отгружено товаров собственного производства, выполнено работ, услуг предприятиями промышленного комплекса. Всего: 14,71 млрд руб., в том числе:
- 5,65 — обрабатывающие производства,
- 9,07 — производство, передача и распределение электроэнергии, газа, пара и горячей воды.

## Транспорт
По территории округа, в его западной части, проходит железная дорога Москва — Санкт-Петербург (главный путь Октябрьской железной дороги). На территории района расположены станции главного хода — Черничная, Завидово, Московское Море, Редкино, Межево, а также железнодорожный мост через Иваньковское водохранилище. Также по территории района проходит железнодорожное ответвление Решетниково — Конаково (станции Путепроводная, Конаковский Мох, Донховка, Конаково ГРЭС).
В западной части округа проходит автомагистраль М10 — на северо-запад на Тверь и Санкт-Петербург, на юго-восток на Клин и Москву. От автомагистрали отходят дороги, в западном направлении на Козлово и на Редкино — Изоплит, в восточном направлении на Конаково — Дубну — Кимры.

## Культура
В 2009—2019 годах в районе деревни Искрино Конаковского района проводился крупнейший всероссийский фестиваль под открытым небом «Нашествие», впервые организованный ещё в 1999 году.

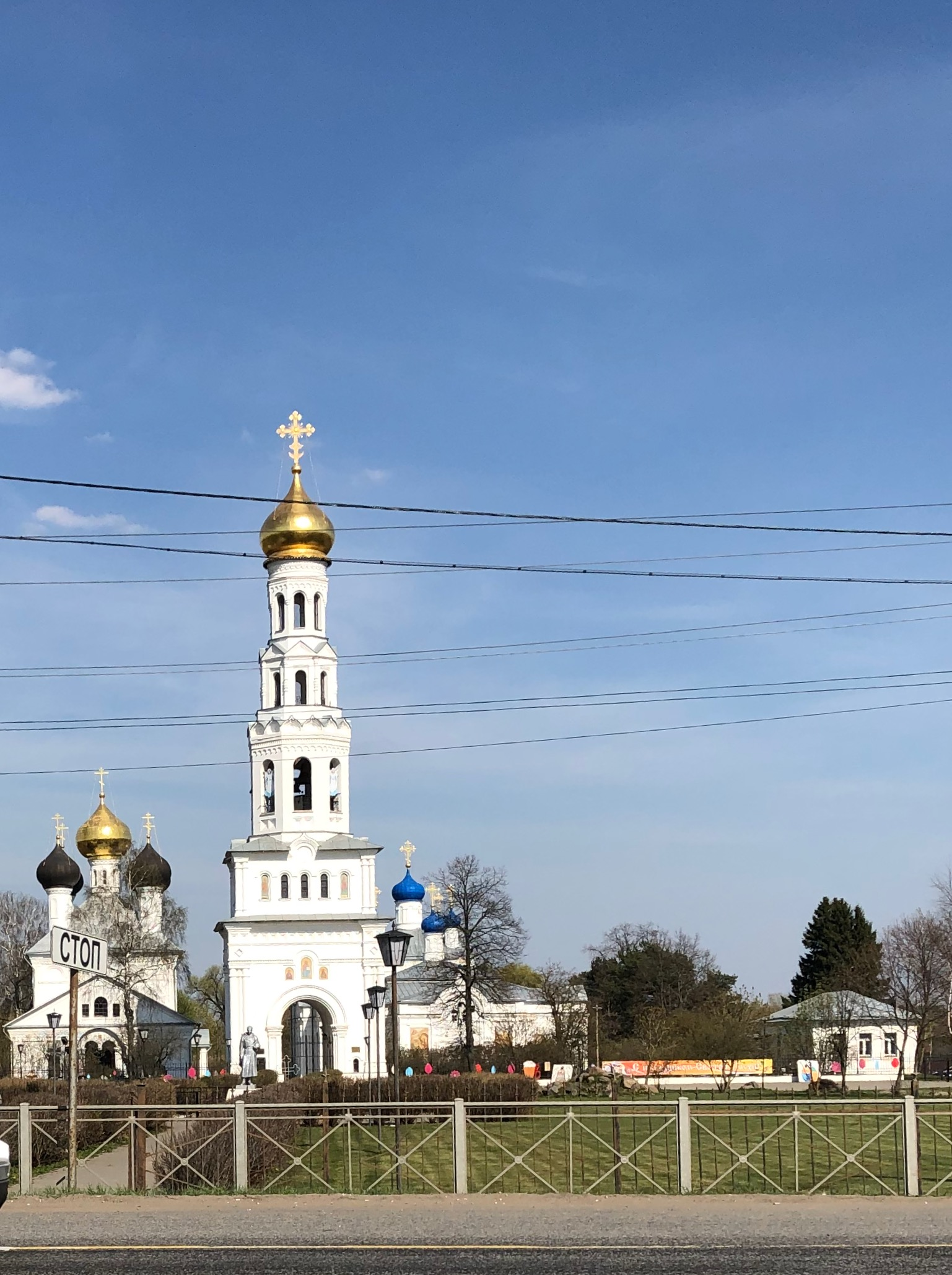
Храмовый комплекс Успения Пресвятой Богородицы в селе Завидово